# Deão
Deão ist ein Ort und eine ehemalige Gemeinde (Freguesia) im nordportugiesischen Kreis Viana do Castelo der Unterregion Minho-Lima. Die Gemeinde hatte 951 Einwohner (Stand 30. Juni 2011).
Am 29. September 2013 wurden die Gemeinden Deão, Geraz do Lima (Santa Maria), Geraz do Lima (Santa Leocádia) und Moreira de Geraz do Lima zur neuen Gemeinde União das Freguesias de Geraz do Lima (Santa Maria, Santa Leocádia e Moreira) e Deão zusammengeschlossen.